# Walkie-talkie

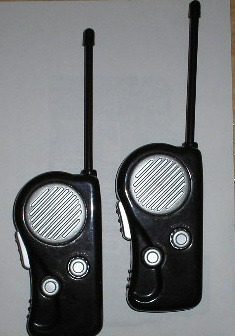
Två walkie-talkier.

Walkie-talkie är en handhållen kommunikationsradio. Den har en eller flera halv duplex-kanaler för sändning och mottagning samt en tangentstyrd omkopplare för växling mellan tal och lyssning. I motsats till telefoner har kommunikationsradion i allmänhet en högtalare med tillräckligt ljud för att man inte behöver hålla den vid örat. Walkie-talkier finns dels för professionellt bruk, exempelvis jakt, och dels för lek.

## Historia
Den första komradion som fick smeknamnet "walkie-talkie" var Motorolas SCR-300 som utvecklades 1940 och bars i en ryggsäck.
De första walkie-talkierna utvecklades för militärt bruk under andra världskriget. Det var en vidareutveckling av radiokommunikationen som amerikansk polis och brandkår använde under 1920- och 1930-talen.
De första handhållna enheterna kallades ursprungligen för Handie-talkie.